# Ammoniumjern(III)sulfat
Ammoniumjern(III)sulfat, NH4Fe(SO4)2·12 H2O eller NH4[Fe(H2O)6](SO4)2·6 H2O, også betegnet ammoniumferrialun eller jern(III)alun, er et dobbeltsalt i gruppen af aluner, som er forbindelser med den generelle formel AB(SO4)2·12 H2O. Det optræder som blegviolette, oktaederiske krystaller. Årsagen til den blegviolette farve har været genstand for diskussion; nogle har tilskrevet den urenheder i krystalstrukturen, hvorimod andre mener, at det er krystallernes naturlige farve.
Ammoniumjern(III)sulfat er paramagnetisk, surt og giftigt over for mikroorganismer. Det er et mildt oxidationsmiddel; det kan reduceres til Mohrs salt, ammoniumferrosulfat ((NH4)2Fe(SO4)2·6 H2O).

## Syntese
Ammoniumjern(III)sulfat kan syntetiseres ved udkrystallisering fra en opløsning af jern(III)sulfat, Fe2(SO4)3, og ammoniumsulfat, (NH4)2SO4. Jern(III)sulfat fremstilles ved at opløse jern(II)sulfat, FeSO4, i fortyndet svovlsyre og tilsætte koncentreret salpetersyre, hvorved jern(II) oxideres til jern(III). Efter tilsætning af ammoniumsulfat og inddampning af opløsningen vil ammoniumjern(III)sulfat fælde ud.
Oxidation: 6 FeSO4 + 2 HNO3 + 3 H2SO4 → 3 Fe2(SO4)3 + 2 NO + 4 H2O
Syntese: Fe2(SO4)3 + (NH4)2SO4 → 2 NH4Fe(SO4)2

## Anvendelser
Anvendelser af ammoniumjern(III)sulfat indbefatter rensning af spildevand,, garvning af læder, fremstilling af pigmenter og som ætsemiddel i fremstillingen af elektronikdele. Ammoniumjern(III)sulfat er derudover blevet brugt i adiabatisk køleudstyr, biokemisk analyse og organisk kemisk syntese.

## Galleri
- En krystal af ammoniumjern(III)sulfat
- Efter 16 dage i atmosfærisk luft